# Robert Alexy
Robert Alexy (Oldenburgo, 9 de setembro de 1945) é um jurista alemão, e um dos mais influentes filósofos contemporâneos do direito. Graduou-se em direito e filosofia pela Universidade de Göttingen, formou-se doutor em 1976, com a dissertação Uma Teoria da Argumentação Jurídica, e adquiriu habilitação em 1984, com a Teoria dos Direitos Fundamentais. Ambos os trabalhos são considerados clássicos contemporâneos da filosofia e teoria do direito.
A definição de direito de Alexy bebe do normativismo de Hans Kelsen (o qual foi uma versão influente do positivismo jurídico) e do jusnaturalismo de Gustav Radbruch, mas sua teoria da argumentação o colocou bem próximo do interpretativismo jurídico.
É professor da Universidade de Kiel e em 2002 foi indicado para a Academia de Ciências e Humanidades da Universidade de Göttingen. Em 2010 recebeu a Ordem do Mérito da República Federal da Alemanha.

## Biografia
Robert Alexy nasceu no dia 9 de setembro de 1945 em Oldenburgo. Após sua formatura, ele serviu durante três anos na Bundeswehr (forças armadas alemãs), sendo que em seu último ano como militar seviu na função de tenente. No semestre do verão 1968, Alexy começou o estudo do Direito e Filosofia na Universidade Georg-August em Göttingen. Dentre os professores que o ensinaram durante a graduação, pode-se citar: Günther Patzig (em filosofia) e o filósofo do Direito Ralf Dreier no campo da ciência jurídica. A base de sua obra e jurisprudencial são Aristóteles, Immanuel Kant, e Gottlob Frege. E também o influenciaram de modo particular os filósofos do Direito Hans Kelsen, Herbert Lionel Adolphus Hart, Gustav Radbruch e Alf Ross.

## Principais obras
- Theorie der juristischen Argumentation. Die Theorie des rationalen Diskurses als Theorie der juristischen Begründung (1983).
  - Traduzido para o português por Zilda Hutchinson Schild Silva sob o título de "Teoria Da Argumentaçao Juridica: A Teoria do Discurso Racional como Teoria da Justificação Jurídica" (Landy, 2008).

- Theorie der Grundrechte (1985; segunda edição 1994).
  - Traduzido para o português por Luís Virgílio Afonso da Silva sob o título de "Teoria dos Direitos Fundamentais" (Malheiros, 2008).

- Recht, Vernunft, Diskurs (1995)
  - Traduzido para o português por Luís Afonso Heck sob o título de “Direito, Razão, Discurso: Estudos para a Filosofia do Direito” (Livraria do Advogado, 2009).

- Der Beschluß des Bundesverfassungsgerichts zu den Tötungen an der innerdeutschen Grenze vom 24. Oktober 1996 (1999)
  - Traduzido para o espanhol por A. Daniel Oliver-Lalana sob o título de “Derecho injusto, retroactividad y principio de legalidad penal: la doctrina del Tribunal Constitucional Federal alemán sobre los homicidios cometidos por los centinelas del muro de Berlín” (Revista Doxa, Nº 23, 2000).

- Begriff und Geltung des Rechts (2002)
  - Traduzido para o português por Gercelia Batista de Oliveira Mendes sob o título de “Conceito e Validade do Direito” (WMF Martins Fontes, 2009).

- The Argument from Injustice: A Reply to Legal Positivism. (2002)
  - Traduzido para o inglês por Stanley Paulson e Bonnie Litschewski Paulson (Oxford University Press, 2002).

- Elemente einer juristischen Begründungslehre (2003)
- Constitucionalismo Discursivo (2007)
  - Compilação de diversos artigos traduzidos para o português por Luís Afonso Heck (Livraria do Advogado, 2007).
- Teoria Discursiva do Direito (2014)
  - Compilação de diversos artigos e entrevistas organizados e traduzidos para o português por Alexandre Travessoni Gomes Trivisonno (Forense Universitária, 2014).